# Hosogai Hajime
Hosogai Hajime (細貝 萌 Hajime Hosogai , sinh ngày 10 tháng 6 năm 1986 tại Maebashi, Gunma, Nhật Bản) là cầu thủ bóng đá người Nhật Bản có thể thi đấu ở vị trí tiền vệ trung tâm hay trung vệ. Anh đang thi đấu cho câu lạc bộ Thespakusatsu Gunma.

## Sự nghiệp câu lạc bộ
Hosogai từng là một trong những cầu thủ đầy triển vọng của Urawa Red Diamonds. Anh đã góp công giúp Urawa vô địch AFC Champions League vào năm 2007 và tham dự FIFA Club World Cup 2007.
Ngày 23 tháng 12 năm 2010, Hosogai đã chuyển đến Đức thi đấu cho Bayer 04 Leverkusen theo bản hợp đồng có thời hạn 4 năm rưỡi. Ngay sau đó, Leverkusen đã đem anh cho FC Augsburg mượn. Tại Augsburg, anh đã có một mùa giải thành công khi chỉ vắng mặt ba trận duy nhất tại giải đấu trong nước và góp phần giúp câu lạc bộ vừa mới lên hạng này trụ hạng thành công. Ở mùa giải tiếp theo, anh trở về Leverkusen và có 14 lần ra sân chính thức.
Trong kì chuyển nhượng mùa hè 2013, Hosogai chính thức trở thành cầu thủ của Hertha BSC Berlin với bản hợp đồng có thời hạn 4 năm.
Ngày 27 tháng 8 năm 2015, anh chuyển đến Thổ Nhĩ Kỳ thi đấu cho câu lạc bộ Bursaspor thao bản hợp đồng cho mượn cho đến hết mùa bóng 2015-16 sau khi bị mất vị trí chính thức tại Berlin dưới thời huấn luyện viên Pal Dardai. Anh có tổng cộng 20 lần ra sân tại Giải bóng đá vô địch quốc gia Thổ Nhĩ Kỳ và 5 lần ra sân tại Cúp bóng đá Thổ Nhĩ Kỳ trong thời gian thi đấu tại đây.
Ngày 25 tháng 7 năm 2016, Hosogai chuyển đến câu lạc bộ VfB Stuttgart thi đấu tại 2. Bundesliga. Ngày 24 tháng 3 năm 2017, anh trở về Nhật Bản khoác áo Kashiwa Reysol sau khi ra sân 10 trận cho Stuttgart.
Năm 2019, anh gia nhập đội bóng Buriram United.

## Sự nghiệp đội tuyển quốc gia
Hosogai từng có thời gian thi đấu cho các đội trẻ quốc gia Nhật Bản. Anh là thành viên của đội tuyển Olympic Nhật Bản tham dự Thế vận hội Mùa hè 2008 tại Bắc Kinh. Trận đấu đầu tiên của Hosogai cho đội tuyển là trận giao hữu thắng Paraguay 1-0 tại sân Saitama ở Saitama ngày 4 tháng 9 năm 2010 dưới thời huấn luyện viên tạm quyền Hiromi Hara.
Hosogai sau đó được huấn luyện viên Alberto Zaccheroni triệu tập vào đội tuyển Nhật Bản tham dự Cúp bóng đá châu Á 2011 tại Quatar. Ngày 25 tháng 1 năm 2011, trong trận bán kết với Hàn Quốc, anh đã ghi bàn nâng tỉ số lên 2-1 với cú đá bồi sau khi Honda Keisuke thực hiện quả phạt đền bị thủ môn Jung Sung-Ryong đẩy ra. Chung cuộc Nhật Bản giành thắng lợi 3-0 trong loạt sút luân lưu để vào chung kết. Đội tuyển Nhật Bản đã giành chức vô địch giải đấu này sau khi đánh bại đội tuyển Úc 1-0 ở trận chung kết.

## Danh hiệu

### Đội tuyển quốc gia
- Cúp bóng đá châu Á: 2011

### Câu lạc bộ
Urawa Red Diamonds
- AFC Champions League: 2007
- J. League: 2006
- Cúp Hoàng đế Nhật Bản: 2005, 2006
- Siêu cúp Nhật Bản: 2006

## Thống kê sự nghiệp

### Câu lạc bộ
Cập nhật: 22 tháng 2 năm 2010
| Thành tích cấp CLB  | Thành tích cấp CLB  | Thành tích cấp CLB   | Giải vô địch | Giải vô địch | Cúp quốc gia  | Cúp quốc gia                          | Cúp liên đoàn      | Cúp liên đoàn      | Cúp châu lục | Cúp châu lục | Tổng cộng | Tổng cộng |
| Mùa giải            | CLB                 | Giải vô địch         | Trận         | Bàn          | Trận          | Bàn                                   | Trận               | Bàn                | Trận         | Bàn          | Trận      | Bàn       |
| Nhật Bản            | Nhật Bản            | Nhật Bản             | Giải vô địch | Giải vô địch | Emperor's Cup | Emperor's Cup                         | J. League Cup      | J. League Cup      | Châu Á       | Châu Á       | Tổng cộng | Tổng cộng |
| ------------------- | ------------------- | -------------------- | ------------ | ------------ | ------------- | ------------------------------------- | ------------------ | ------------------ | ------------ | ------------ | --------- | --------- |
| 2005                | Urawa Red Diamonds  | J. League Division 1 | 3            | 0            | 3             | 0                                     | 2                  | 0                  | -            | -            | 8         | 0         |
| 2006                | Urawa Red Diamonds  | J. League Division 1 | 2            | 0            | 4             | 0                                     | 6                  | 0                  | -            | -            | 12        | 0         |
| 2007                | Urawa Red Diamonds  | J. League Division 1 | 8            | 0            | 1             | 0                                     | 2                  | 1                  | 8*           | 0            | 19*       | 1         |
| 2008                | Urawa Red Diamonds  | J. League Division 1 | 26           | 2            | 1             | 0                                     | 4                  | 0                  | 3            | 1            | 34        | 3         |
| 2009                | Urawa Red Diamonds  | J. League Division 1 | 31           | 2            | 1             | 0                                     | 6                  | 0                  | -            | -            | 38        | 2         |
| 2010                | Urawa Red Diamonds  | J. League Division 1 | 28           | 1            | 1             | 0                                     | 5                  | 0                  | -            | -            | 34        | 1         |
| Đức                 | Đức                 | Đức                  | Giải vô địch | Giải vô địch | DFB-Pokal     | DFB-Pokal                             | Premiere Ligapokal | Premiere Ligapokal | Châu Âu      | Châu Âu      | Tổng cộng | Tổng cộng |
| 2010–11             | FC Augsburg         | 2. Bundesliga        | 7            | 0            |               |                                       |                    |                    |              |              | 7         | 0         |
| 2011-12             | FC Augsburg         | Bundesliga           | 32           | 3            | 1             | 0                                     |                    |                    |              |              | 33        | 3         |
| Tổng cộng           | Nhật Bản            | Nhật Bản             | 98           | 5            | 11            | 0                                     | 25                 | 1                  | 11           | 1            | 145       | 7         |
| Tổng cộng           | Đức                 | Đức                  | 39           | 3            | 1             | 0\|\|\|-\|\|\|-\|\|\|-\|\|\|\|40\|\|3 |                    |                    |              |              |           |           |
| Tổng cộng sự nghiệp | Tổng cộng sự nghiệp | Tổng cộng sự nghiệp  | 137          | 8            | 12            | 0                                     | 25                 | 1                  | 7            | 1            | 187       | 10        |

### Bàn thắng cho đội tuyển quốc gia
| #  | Ngày                | Địa điểm                             | Đối thủ  | Bàn thắng | Kết quả | Giải đấu                |
| -- | ------------------- | ------------------------------------ | -------- | --------- | ------- | ----------------------- |
| 1. | 25 tháng 1 năm 2011 | Sân vận động Al-Gharafa, Doha, Qatar | Hàn Quốc | 2–1       | 2–2     | Cúp bóng đá châu Á 2011 |

#### U-23
| #  | Ngày                 | Địa điểm                                        | Đối thủ  | Bàn thắng | Kết quả | Giải đấu                                                         |
| -- | -------------------- | ----------------------------------------------- | -------- | --------- | ------- | ---------------------------------------------------------------- |
| 1. | 17 tháng 11 năm 2007 | Sân vận động Quốc gia Mỹ Đình, Hà Nội, Việt Nam | Việt Nam | 4–0       | 4–0     | Vòng loại môn bóng đá nam Thế vận hội Mùa hè 2008 khu vực châu Á |